# Lomas de Altavista
Lomas de Altavista är en ort i Mexiko, tillhörande La Paz kommun i delstaten Mexiko. Lomas de Altavista ligger i den centrala delen av landet och tillhör Mexico Citys storstadsområde. Orten hade 5 704 invånare vid folkmätningen 2010.